# Lju Hongju
Lju Hongju (poenostavljeno kitajsko: 刘宏宇; tradicionalno kitajsko: 劉宏宇; pinjin: Liú Hóngyǔ), kitajska atletinja, * 11. januar 1975, Liaoning, Ljudska republika Kitajska.
Nastopila je na poletnih olimpijskih igrah leta 2000 v hitri hoji na 20 km, kjer je odstopila. Na svetovnih prvenstvih je v isti disciplini osvojila naslov prvakinje leta 1999, na azijskih prvenstvih pa je leta 1998 postala prvakinja v hitri hoji na 10 km. 1. maja 1995 je postavila svetovni rekord v hitri hoji na 20 km s časom 1:27:30, ki ga je februarja 1999 izenačila Nadežda Rjaškina, premagala pa Vang Jan novembra 2001.